# Iris lutescens
Iris lutescens là một loài thực vật có hoa trong họ Diên vĩ. Loài này được Lam. miêu tả khoa học đầu tiên năm 1789.